# Chu Đức Quang
Chu Đức Quang (sinh ngày 25 tháng 10 năm 1981) là một chính trị gia người Việt Nam, dân tộc Nùng. Ông từng là đại biểu Quốc hội Việt Nam khóa 13 nhiệm kì 2011-2016, thuộc đoàn đại biểu Quốc hội tỉnh Lạng Sơn.

## Xuất thân
Chu Đức Quang quê quán ở Thị trấn Văn Quan, huyện Văn Quan, tỉnh Lạng Sơn. 

## Giáo dục
- Bác sĩ chuyên khoa cấp 2 chuyên ngành ngoại khoa
- Trung cấp lý luận chính trị

## Sự nghiệp
Ông gia nhập Đảng Cộng sản Việt Nam vào ngày 1/12/2011.
Ông là Bác sĩ chuyên khoa cấp 1 chuyên ngành ngoại khoa, Bệnh viện đa khoa Trung tâm tỉnh, Sở Y tế tỉnh Lạng Sơn.
Ngày 22 tháng 5 năm 2011, ông trúng cử đại biểu Quốc hội Việt Nam khóa 13 nhiệm kì 2011-2016 ở đơn vị bầu cử số 2 tỉnh Lạng Sơn gồm Huyện Tràng Định, huyện Văn Lãng, huyện Cao Lộc, huyện Lộc Bình, huyện Đình Lập và thành phố Lạng Sơn.